# Pokal evropskih prvakov 1975/76 (hokej na ledu)
Pokal evropskih prvakov 1975/76 je enajsta sezona hokejskega pokala, ki je potekal med 13. novembrom in 9. decembrom. Naslov evropskega pokalnega zmagovalca je osvojil klub CSKA Moskva, ki je v finalu premagal Poldi Kladno.

## Tekme

### Prvi krog
| 1. klub          | Rezultat  | 2. klub               |
| ---------------- | --------- | --------------------- |
| SC Bern          | 5:2, 6:5  | Ferencvárosi TC       |
| SG Cortina       | 3:1, 1:12 | Düsseldorfer EG       |
| Tilburg Trappers | 4:3, 1:5  | HK Olimpija Ljubljana |
| ATSE Graz        | b.b.      | HC Saint-Gervais      |
| CSKA Sofija      | 0:8, 1:11 | SG Dynamo Weißwasser  |
| Gladsaxe SF      | 2:7, 0:12 | IF Frisk              |

### Drugi krog
| 1. klub         | Rezultat  | 2. klub               |
| --------------- | --------- | --------------------- |
| SC Bern         | 4:1, 8:3  | ATSE Graz             |
| IF Frisk        | 3:6, 1:14 | SG Dynamo Weißwasser  |
| Düsseldorfer EG | b.b.      | HK Olimpija Ljubljana |
| Tappara Tampere | b.b.      | Brynäs IF             |

### Četrtfinale
| 1. klub              | Rezultat | 2. klub         |
| -------------------- | -------- | --------------- |
| SC Bern              | 6:3, 1:8 | Düsseldorfer EG |
| SG Dynamo Weißwasser | 2:3, 0:3 | Tappara Tampere |

### Polfinale
| 1. klub         | Rezultat          | 2. klub      |
| --------------- | ----------------- | ------------ |
| Düsseldorfer EG | 5:8, 3:4          | Poldi Kladno |
| Tappara Tampere | 2:1, 4:5 (2:4 KS) | CSKA Moskva  |

### Finale
| 1. klub      | Rezultat | 2. klub     |
| ------------ | -------- | ----------- |
| Poldi Kladno | 0:6, 2:4 | CSKA Moskva |